# Nova Floresta (livro)
Nova Floresta (1706) é uma obra de autoria do Padre Manuel Bernardes.
Como era corrente na literatura do período Barroco, o título completo da obra é bem mais longo que o título hoje conhecido: Nova Floresta, ou silva de vários apophtegmas e ditos sentenciosos, espirituais e morais, com reflexões em que o útil da doutrina se acompanha com o vário da erudição, assim divina como humana. O que explica logo o conteúdo do livro é uma série de apólogos morais, cada um deles constituído de duas partes: na primeira, o escritor narra um "caso", uma história de fundo moral ou exemplar, e na segunda, comenta-a extraindo-lhe a mensagem edificante. Veja-se como exemplo o seguinte apólogo, "De Sócrates Filósofo" e "Encômio": 
  Caminhando Sócrates, um atrevido se descomediu com ele, e lhe

deu um coice. Estranhando alguns a paciência do filósofo, disse:

- Pois eu que lhe hei de fazer depois de dado?

Responderam:

- Demandá-lo em juízo pela injúria.

Replicou:

- Se ele em dar coices confessa ser jumento, quereis que leve um jumento a juízo? BERNARDES, Padre Manuel. Nova floresta ou Sylva de varios apophthegmas e ditos sentenciosos, espirituaes e moraes com reflexoens, em que o util da doutrina se acompanha com o vario da erudição, assim divina, como humana. Lisboa: Na officina de Joseph Antonio da Sylva, 1726-1728, tomo 5,tít. III, dit. XXXI, p. 382-383.</ref>
O nome "Nova Floresta ou Silva" porventura quer dizer "Silva desconhecida" ou "Miscelânea de trechos literários desconhecidos", conforme o Dicionário Aurélio  e o Dicionário Houaiss  registram o verbete "Silva". Rafael Bluteau  entende "silva" como uma poesia popular (e de fato, a obra de Manuel Bernardes possui muitos versos populares, ou ditos por alguma personalidade). Embora os três dicionários (incluindo um contemporâneo a Manuel Bernardes) não se ocupem do nome "Floresta" além de seu significado usual se entende que, como em latim "silva" quer dizer "floresta" ou "selva" é assim que Manuel Bernardes ainda entendia. Outra manutenção que Manuel Bernardes faz de uma significação latina é de "Nova". Em latim, pode significar tanto "novo", quanto "surpreendente" ou "desconhecido". É essa última significação que o autor pressupunha (ou a penúltima; ele cita apotegmas e declarações contidas em obras em várias línguas, esse trabalho de compilação pode revelar algo novo ao público, embora presente em outras obras). No volume V, título X (Das justiças), dito LXXXIV, sobre o Papa Sisto V (1585-1590) ele afirma que: "Quando este Pontificate novamente eleito saiu a público, o Povo Romano. Ora, sabemos que esse Papa e nem qualquer outro foi eleito duas vezes. O sentido aqui de "novamente" é de "há pouco eleito", sendo, por isso "desconhecido", uma "surpresa" a quem o via.